# Rambla Vella de Tarragona
Rambla Vella de Tarragona és una avinguda del municipi de Tarragona protegida com a bé cultural d'interès local. Es tracta d'una avinguda singular a la ciutat de Tarragona, malgrat la pèrdua de la vegetació o bé de les coques centrals. La peculiaritat de la Rambla Vella és la unió entre el nucli antic i l'Eixample -que va reorganitzar els afores de la ciutat- promogut per l'arquebisbe Cervantes. També es poden veure les voltes romanes sobretot a l'amplada de les mitgeres dels immobles. I pel que fa a les arquitectures cal senyalar alguns els edificis singulars com ara l'església de San Agustí i l'església de Sant Francesc.
El final del segle xviii va significar per la ciutat la creació de dos nous projectes d'urbanització: la Rambla Vella i la Nova Població de la Marina. La Rambla Vella va ser aprovada l'any 1775. Prèviament, l'Estat havia permès l'enderrocament de la fortificació que estava entre el baluard de San Carles i el de Sant Francesc per poder augmentar així el nombre d'habitatges i per dotar de més ventilació i salubritat un nucli històric envoltat per muralles. Juan de Santa Cruz, enginyer de la Plaça militar, va presentar el projecte d'alineació. El projecte va comportar l'enderroc de part de les voltes del circ romà.
La Rambla presenta dos ambients diferenciats. Un, correspon als habitatges que ocupen part de les voltes del circ, per això l'amplada de les cruixies de l'edifici. L'altre, la zona d'urbanització d'època moderna finançada pel Cardenal Cervantes, formada pels convents de San Agustí, de Sant Francesc, l'Hospital, el Seminari –enderrocat- i, al bell mig, la porta de San Joan.
Al llarg del segle xix la Rambla Vella va patir diverses intervencions per millorar-ne les condicions del paviment i per decorar-la amb arbres. Es tractava de fer un passeig i una zona d'esbarjo per als ciutadans.
En l'actualitat queda poca cosa de la concepció originària de la Rambla Vella. El trànsit rodat domina l'avinguda i es tracta d'un espai obert enfront de la idea originària d'un passeig tancat amb portes espaioses i immobles regulars.

## Descripció
Via d'articulació del Nucli Antic amb el primer eixample, limitada al nord per la "muralleta, és d'origen medieval. Al sud, els baluards de Cervantes i de Jesús protegien la ciutat d'un atac per mar.
Els edificis del llenç superior són d'arquitectura uniforme.
La importància de la Rambla Nova des de darreries del segle xix i el que fos la travessia de la ciutat de la N-340 han contribuït a la seva degradació.

## Història
La Rambla Vella fou urbanitzada per l'arquebisbe Joaquín de Santiyán y Valdivielso (1779-83), donant-se autorització per l'enderrocament de la "muralleta", seguint la línia del vell mur romà, per la qual cosa moltes cases de la part alta d'aquesta rambla tenen al seu interior restes de la muralla romana.
El 1857 es fa la nova urbanització i el 1910 s'empedra la Rambla Vella, que constituí una gran millora per la ciutat.